# Danny Ward (labdarúgó, 1990)
Daniel Carl "Danny" Ward (Bradford, 1990. december 9.) angol labdarúgó, aki jelenleg a Cardiff City FC-ben játszik csatárként.

## Pályafutása

### Bolton Wanderers FC
Ward a Leeds United ifiakadémiáján kezdett futballozni, majd 2007-ben, 16 évesen a Bolton Wanderershez került. A fehér mezeseknél töltött első évében többször is megsérült, de hamar a vezetőség hamar meggyőződött róla, hogy jól döntött, amikor leigazolta. A felnőttek között 2009. augusztus 15-én, egy Sunderland elleni bajnokin debütált.

## Külső hivatkozások
- Danny Ward pályafutásának statisztikái a Soccerbase oldalon (angolul)

- Ward adatlapja a Huddersfield Town FC honlapján

## Fordítás
- Ez a szócikk részben vagy egészben  a   Danny Ward (footballer) című angol Wikipédia-szócikk fordításán alapul.  Az eredeti cikk szerkesztőit annak laptörténete sorolja fel. Ez a jelzés csupán a megfogalmazás eredetét és a szerzői jogokat jelzi, nem szolgál a cikkben szereplő információk forrásmegjelöléseként.